# Lussac, Gironde
Lussac je naselje in občina v jugozahodnem francoskem departmaju Gironde regije Akvitanije. Leta 2006 je naselje imelo 1.303 prebivalce.

## Geografija
Naselje leži v pokrajini Gujeni 45 km vzhodno od Bordeauxa.

## Uprava
Lussac je sedež istoimenskega kantona, v katerega so poleg njegove vključene še občine Les Artigues-de-Lussac, Francs, Gours, Montagne, Néac, Petit-Palais-et-Cornemps, Puisseguin, Puynormand, Saint-Christophe-des-Bardes, Saint-Cibard, Saint-Sauveur-de-Puynormand in Tayac z 8.101 prebivalcem.
Kanton Lussac je sestavni del okrožja Libourne.

## Pobratena mesta
- Lincent / Lîssin (Valonija, Belgija);

1. ↑  »Populations légales 2016«. Nacionalni inštitut za statistične in gospodarske raziskave. Pridobljeno 25. aprila 2019.